# Urothemis bisignata
Urothemis bisignata е вид водно конче от семейство Libellulidae.

## Разпространение
Видът е разпространен в Индонезия (Малки Зондски острови и Папуа), Папуа Нова Гвинея и Филипини.